# My.com
My.com — дочірня компанія Mail.ru Group, яка працює на міжнародному ринку, щоб не потрапити під санкції.

## Історія
Угода про купівлю доменного імені my.com відбулася 26 жовтня 2012 року. Продавцем став американський підприємець Тодд Сміт, який до цього використовував адресу для своєї власної цифрової агенції. Сума угоди не повідомлялась, а припущення журналістів і сторонніх спостерігачів варіювалися від 300 тисяч до мільйона доларів. Про намір вийти на міжнародний ринок під цим іменем генеральний директор компанії Дмитро Гришин повідомив на заході Mail.Ru Group: Update, присвяченому дню народження компанії.
30 жовтня 2012 року по адресі  my.com з'явилась заглушка зі слоганом Something new. Something interesting. Something yours (укр. «Щось нове. Щось цікаве. Щось твоє») та формою введення адреси електронної пошти. Влітку 2013 року запрацював розділ games.my.com, а фактичний запуск відбувся 19 листопада 2013 року, після відкриття офісу у Маунтін-В'ю у Каліфорнії. Офіс очолив колишній керівник напрямку міжнародного оперування клієнтських ігор Віталій Голбан, який перейшов до Mail.ru з купівлею компанії Astrum Nival.
My.com було запущено з трьома додатками для смартфонів та планшетних комп'ютерів: поштовим клієнтом myMail, месенджером myChat та ігровим порталом myGames. Четвертий додаток — редактор фотографій myCamera — був недоступний на момент запуску сайту. Усі додатки розробила московська команда програмістів Mail.ru, а офіс у Маунтін-В'ю вирішував маркетингові задачі.
У червні 2014 року компанія запустила месенджер Pixit, пристосований для обміну короткими повідомленнями, ілюстрованими gif-анімацією, а у листопаді — спеціальну клавіатуру для підбору gif-анімації, сумісну з іншими системами обміну повідомленнями. Крім того, у листопаді Mail.ru Group придбав розробника картографічних додатків Maps.me. Додаток з можливістю завантаження карт на пристрої і роботи з ними в офлайн-режимі було додано до продуктів My.com
У лютому 2015 року Mail.Ru Group відкрила офіс в Амстердамі і розмістила у ньому друге представництво My.com і сервери компанії. Основним заданням нідерландського офісу, як і команди в Маунтін-В'ю, став маркетинг.
У березня Mail.ru Group випустив платформу для купівлі мобільної реклами myTarget, що поєднує інструменти для роботи зі всіма майданчиками, які належать холдингу. Спочатку орієнтована на російський ринок, система у перспективі має стати одним з міжнародних сервісів My.com.

## Додатки
Усі додатки випущені у версіях для операційних систем iOS та Android. За даними компанії на листопад 2014 року їх встановили на своїх пристроях 30 мільйонів користувачів.

### myMail
myMail — клієнт електронної пошти з підтримкою декількох поштових служб. Програма працює з будь-якою поштовою скринькою через протоколи POP3 та IMAP, підтримує спрощене підключення до поштових скриньок Gmail, Hotmail, Live, Outlook, MSN, iCloud, AOL, Yandex, Rambler, QIP, Mail.ru, Yahoo та власної поштової служби. 

### myChat
myChat — месенджер з підтримкою стикерів, голосових викликів та відезв'язку. myChat став експериментальним проєктом команди розробників ICQ, який придбала Mail.ru Group у AOL у 2010 році.

### myGames
myGames — колекція виданих My.com для міжнародного ринку ігор. На myGames були випущені симулятор покеру Poker Arena, стратегії Iron Desert та Jungle Heat, ролевий екшн «Эволюция: Битва за Утопию» та симулятор ферми Lucky Fields.

### myCamera
myCamera — фотокамера з вбудованим редактором. Робота над додатком припинена на початку 2015 року.

### Maps.me
У 2015 році картографічний сервіс Maps.me замінив власну розробку холдинга — Карты@Mail.Ru. Оснований на даних OpenStreetMap, він доступний у вигляді додатків для смартфонів на iOS, Android та телефонів Blackberry. Перед початком роботи додаток завантажує мапи міста або країни з усіма об'єктами до пам'яті пристрою і залишається повністю функціональним без підключення до інтернету. Додаток може орієнтуватися по GPS, будувати маршрути, проводити пошук за об'єктами, експортувати та імпортувати дані у форматі KML,  а також надавати докладну інформацію про заклади на мапі.

### Pixit
Pixit представлено двома додатками для смартфону, вебсервісом для пошуку gif-анімації та варіантом месенджера, який доступний через браузер.